# Forcipiger flavissimus
Forcipiger flavissimus, conocido como Pez mariposa amarillo de nariz larga, mariposa hocicona o Tipi-Tipi es una especie de pez mariposa de la familia Chaetodontidae.
Es similar en apariencia al Forcipiger longirostris, que es menos común. En conjunto, las dos especies se conocen colectivamente en lengua hawaiana como lauwiliwilinukunukuʻoiʻoi, que significa "de nariz larga (en pico de punta)". Habitual en acuariofilia, es la segunda mayor exportación de Hawái.

## Morfología
De cuerpo alto comprimido lateralmente. Su coloración es amarillo en el cuerpo, y tiene la mitad superior de la cabeza de color negro, la mitad inferior, la nariz y el vientre son nacarados. Las aletas son amarillas, y la cola, o aleta caudal, es blanca translúcida. También presenta un ocelo negro, situado en la parte superior de la aleta anal. Tiene una nariz prominente, aunque menor que la de su pariente F. longirostris. 
Tiene entre 12 y 13 espinas dorsales, entre 19 y 25 radios blandos dorsales, 3 espinas anales y entre 17 y 19 radios blandos anales.
Alcanza los 22 cm de largo.

## Hábitat y distribución
En arrecifes coralinos exteriores y fondos rocosos, entre 2 y 145 metros de profundidad, usualmente en parejas, aunque también solitario o en pequeños grupos. Bentopelágicos.
Se distribuye en el océano Indo-Pacífico, desde Mozambique, en la costa este africana, hasta las costas del Pacífico de centro y sur de América. Es especie nativa de Arabia Saudí; Australia; Bangladés; Birmania; Chile; Colombia; Comoros; Islas Cook; Costa Rica; Ecuador; El Salvador; Filipinas; Fiyi; Guam; Hawái; Honduras; India; Indonesia; Japón; Kenia; Kiribati; Madagascar; Malasia; Maldivas; Islas Marshall; Mauricio; Mayotte; México; Micronesia; Mozambique; Nauru; isla Navidad; Nicaragua; Nueva Caledonia; Niue; Islas Marianas del Norte; Palau; Papúa Nueva Guinea; Pitcairn;Polinesia; Reunión; Islas Salomón; Samoa; Seychelles; Singapur; Somalia; Sri Lanka; Sudáfrica; Taiwán; Tanzania; Tailandia; Tokelau; Tonga; Tuvalu; Vanuatu; Vietnam; Wallis y Futuna y Yibuti.

## Alimentación
Omnívoro, se nutre de hidroides, huevos de peces, gusanos tubícolas, pequeños crustáceos, copépodos y varias macroalgas. Su larga nariz le permite capturar presas en las rendijas de rocas y corales, que la mayoría de especies no pueden. 

## Reproducción
Son gonocóricos, de sexos separados, y no cambian de sexo. No presentan dimorfismo sexual. Son ovíparos y dispersores de huevos. Forman parejas durante el ciclo reproductivo y son monógamos.